# Tropfpunkt
Der Tropfpunkt bezeichnet die Temperatur, bei der ein Stoff unter genormten Prüfbedingungen zu fließen beginnt. Dabei wird der Stoff so lange kontrolliert erhitzt, bis er vom festen in den flüssigen Aggregatzustand übergeht. Während der Messung wird die Temperatur erfasst, bei der sich der erste Tropfen aus der Stoffprobe löst.  Der Tropfpunkt kennzeichnet dabei die Schmelzbarkeit von festen Stoffen, wie Bitumina, Fetten, Pechen, Schmierstoffen, Vaseline usw.
Für Schmierfette mit Festschmierstoffen oder Gelverdickern kann kein Tropfpunkt bestimmt werden. Der Tropfpunkt ist eine wichtige Kennzahl von Schmierstoffen und Schmierfetten, wird aber auch bei anderen Stoffen wie Wachs und Asphalt bestimmt. Er ist nach DIN ISO 2176 (bzw. nach Ubbelohde DIN 12785) geregelt.
Der Tropfpunkt ist allerdings nicht mit der Hitzebeständigkeit zu verwechseln.

## Apparatur zur Bestimmung
Eine Apparatur zur Bestimmung des Tropfpunktes ist in der Literatur angegeben.